# جون د. غراهام
جون د. غراهام (بالإنجليزية: John D. Graham)‏ هو رسام أمريكي، ولد في 1886 في كييف في أوكرانيا، وتوفي في 21 يونيو 1961 في لندن في المملكة المتحدة.